# 加韋勒赫群島
加韋勒赫群島是蘇格蘭的群島，位於隆加島以西的赫布里底海，屬於內赫布里底群島的一部分，由3座主要島嶼組成，最高點海拔高度110米，島上無人居住。
56°14′N 5°47′W / 56.233°N 5.783°W